# جيمس بروفي (موظف مدني)
جيمس بروفي (بالإنجليزية: James Brophy)‏ هو موظف مدني أسترالي، ولد في 26 سبتمبر 1889 في ساوث ملبورن في أستراليا، وتوفي في 24 مايو 1969 في كانبرا في أستراليا.